# Eliza Sokołowska
Eliza Sokołowska (ur. 8 października 1972 w Warszawie) – polska koszykarka występująca na pozycji rozgrywającej.
22 maja 1997 dołączyła do zespołu WNBA Sacramento Monarchs. 19 czerwca 1997 została zwolniona.

## Osiągnięcia
Na podstawie, o ile nie zaznaczono inaczej.

### NJCAA
- Mistrzyni:
  - dywizji wschodniej konferencji Jayhawk (1993, 1994)
  - regionu VI NJCAA (1993, 1994)
- Zaliczona do NJCAA All-American (1993, 1994)

### NCAA
- MVP zespołu Golden Bears (1995, 1996)
- Zaliczona do:
  - I składu All-Pac-10 (1995)
  - składu honorable mention All-Pac-10 (1996)
- Ustanowiła rekord klubu w liczbie przechwytów (100), uzyskanych w jednym sezonie
- Liderka konferencji Pac-10 w:
  - średniej przechwytów (1995 – 3,7)
  - liczbie:
    - przechwytów (1995 – 100)
    - oddanych rzutów z gry (1995 – 452)
- 2. miejsce w średniej asyst konferencji Pac-10 (1995 – 6,6, 1996 – 7,4)

### Drużynowe
- Mistrzyni Polski (1999)[5]
- Finalistka Pucharu Polski (1991)
- Awans do PLKK z Polonią Warszawa (1992)[5]

### Reprezentacja
Seniorska
- Uczestniczka kwalifikacji:
  - olimpijskich (1992)[6]
  - do mistrzostw Europy (1997)[7]

Młodzieżowe
- Uczestniczka mistrzostw Europy:
  - U–18 (1990 – 11. miejsce)[8]
  - U–16 (1989 – 10. miejsce)[9]